# Кріксайд (Пенсільванія)
Кріксайд (англ. Creekside) — місто (англ. borough) в США, в окрузі Індіана штату Пенсільванія. Населення — 288 осіб (2020).

## Географія
Кріксайд розташований за координатами 40°40′55″ пн. ш. 79°11′37″ зх. д. / 40.68194° пн. ш. 79.19361° зх. д. (40.681932, -79.193613).  За даними Бюро перепису населення США в 2010 році місто мало площу 0,59 км², з яких 0,57 км² — суходіл та 0,02 км² — водойми.

## Демографія
Згідно з переписом 2010 року, у селищі мешкало 309 осіб у 129 домогосподарствах у складі 85 родин. Густота населення становила 522 особи/км².  Було 134 помешкання (226/км²).
Расовий склад населення:
| - 97,4 % — білих - 0,3 % — чорних або афроамериканців - 1,0 % — осіб інших рас |

До двох чи більше рас належало 1,3 %. Частка іспаномовних становила 1,0 % від усіх жителів.
За віковим діапазоном населення розподілялося таким чином: 23,0 % — особи молодші 18 років, 58,9 % — особи у віці 18—64 років, 18,1 % — особи у віці 65 років та старші. Медіана віку мешканця становила 40,1 року. На 100 осіб жіночої статі у селищі припадало 99,4 чоловіків;  на 100 жінок у віці від 18 років та старших — 93,5 чоловіків також старших 18 років.
Середній дохід на одне домашнє господарство  становив 48 102 долари США (медіана — 36 500), а середній дохід на одну сім'ю — 58 890 доларів (медіана — 45 625). Медіана доходів становила 37 159 доларів для чоловіків та 33 750 доларів для жінок. За межею бідності перебувало 13,8 % осіб, у тому числі 7,5 % дітей у віці до 18 років та 19,3 % осіб у віці 65 років та старших.
Цивільне працевлаштоване населення становило 139 осіб. Основні галузі зайнятості: освіта, охорона здоров'я та соціальна допомога — 28,8 %, сільське господарство, лісництво, риболовля — 17,3 %, роздрібна торгівля — 10,8 %, будівництво — 10,1 %.